# История почты и почтовых марок Фиджи
История почты и почтовых марок Фиджи описывает развитие почтовой связи на территории Фиджи, государства на островах Фиджи в Меланезии, в южной части Тихого океана, примерно в 2000 км к северо-востоку от Северного острова Новой Зеландии, со столицей в Суве, и условно подразделяется на периоды: королевства (до 1874), британской колонии (1874—1970) и независимости (с 1970). Республика Фиджи является членом Всемирного почтового союза (ВПС; с 1971), а за почтовое обслуживание в этом островном государстве отвечает компания Post Fiji.

## Развитие почты
До появления первых почтовых марок Фиджи почтовые отправления перевозились торговыми судами в Сидней (Австралия), а также, возможно, в другие порты, где они далее отправлялись обычной почтой.
В 1870 году начала функционировать почтовая связь, осуществлявшаяся местной газетой «Фиджи таймс». Британский консул возражал против этой почтовой службы и попытался закрыть её в 1871 году, назначив официального почтмейстера, в результате почта «Фиджи Таймс» была закрыта в 1872 году.
18 июня 1971 года независимое государство Фиджи вступило в ряды ВПС. Современным национальным почтовым оператором является компания Post Fiji.

## Выпуски почтовых марок

### Колониальный период

#### Первые марки
Первые марки на Фиджи были выпущены 1 ноября 1870 года газетой «Фиджи таймс». На марках имелась надпись: англ. «Fiji Times express» («Фиджи таймс, нарочным»). Были выпущены в пяти  номиналах от 1 пенса до 1 шиллинга на двух типах бумаги. Оценка первой серии по каталогу составляет 8700 евро.
Первые официальные почтовые марки Королевства Фиджи были эмитированы в 1871 году. На них было помещено изображение короны и монограмма короля: лат. «CR» («Король Какобау»)[≡][≡].

#### Последующие эмиссии
В 1874 году на марках королевства Фиджи была поставлена надпечатка монограммы королевы Великобритании: «VR» («Королева Виктория»). Впоследствии данные марки были перевыпущены.
В 1935 году вышли первые памятные марки Фиджи.
По данным Л. Л. Лепешинского, за период около ста лет (с 1870 года по 1963 год) было эмитировано 179 почтовых марок Фиджи, для которых характерны надписи: англ. «Fiji» («Фиджи»), «Postage» («Почтовый сбор»), «Postage & Revenue» («Почтовый и гербовый сбор»)[≡]:

Примеры почтовых марок Колонии Фиджи
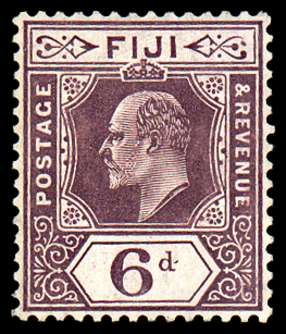
1910: портрет короля Эдуарда VII, надпись «Postage & Revenue» («Почтовый и гербовый сбор») (Mi #51; Yt #62)[^]
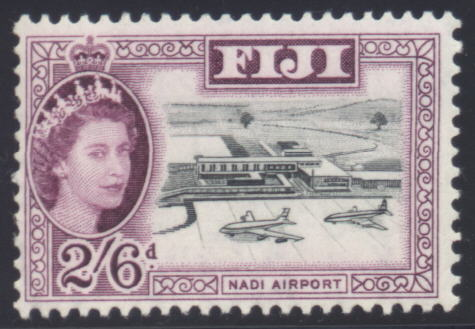
1959: портрет королевы Елизаветы II и аэропорт Нади

### Независимость
Провозглашение независимости Фиджи 10 октября 1970 года было отмечено выпуском серии памятных марок.

## Другие виды почтовых марок

### Военно-налоговые
В 1916 году были изданы военно-налоговые марки посредством надпечатки «War stamp» («Военная марка»), которая наносилась на почтовые марки

### Доплатные
С 1917 года для Фиджи издавались доплатные марки. Надпись на доплатных марках гласит: «Postage due» («Почтовая доплата»):

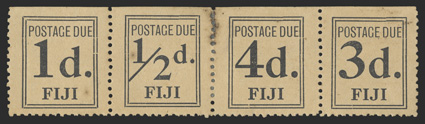
Сцепка (полоска) первых доплатных марок Колонии Фиджи номиналом в 1, ½, 4 и 3 пенса. Редкий экземпляр сцепки — один из пяти или шести сохранившихся

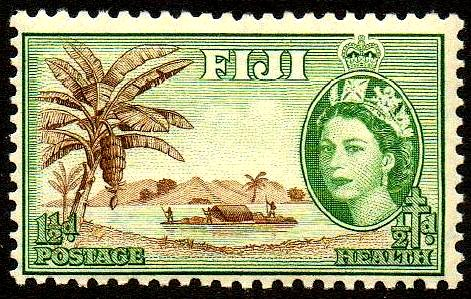

По данным Л. Л. Лепешинского, за период около ста лет (с 1870 года по 1963 год) было эмитировано 18 доплатных марок Фиджи.

### Почтово-благотворительные
С 1951 года для Фиджи печатаются почтово-благотворительные марки «Здравоохранение» с надписью «Здоровье» (Health)[≡].

## Фальсификации

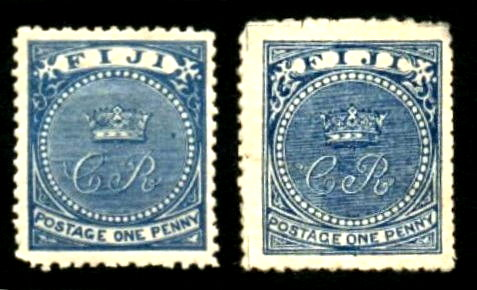
,

Существуют подделки почтовых марок Фиджи классического периода, которые были изготовлены известными фальсификаторами Луи-Анри Мерсье[≡] и Филипом Спиро[≡]: